# 5-я лыжная бригада Карельского фронта
Не следует путать с 5-й лыжной бригадой Юго-Западного фронта
5-я лыжная бригада — воинское соединение СССР в Великой Отечественной войне.

## История
Бригада сформирована в составе Карельского фронта в феврале 1942 года как 1-я оленье-лыжная бригада, 31.03.1942 переименована в 5-ю оленье-лыжную бригаду, 17.04.1942 переименована в 5-ю лыжную бригаду. 
В составе действующей армии с 05.03.1942 по 31.03.1942 как 1-я оленье-лыжная бригада, с 31.03.1942 по 17.04.1942 как 5-я оленье-лыжная бригада и с 17.04.1942 по 25.09.1942 как 5-я лыжная бригада.
Держала оборону на кандалакшском направлении.
с 12 апреля по май 1942 г. в течение месяца десантная операция в тылу врага — районы боев 5-й и 6-й олене-лыжных бригад на левом берегу р. Западной Лицы: высоты вокруг озёр Рогиярви и Кильгись.
с 1.05 по 10.05.1942 бои в районе высоты 334,2 «Пик» (севернее высоты 253,7), где находясь в полуокружении отбивали атаки превосходящих сил противника, который атаковал в стык между 5-й олбр и 6-й олбр, вызвав беспорядочный отход 4-го батальона, который увлек 1-й и 3-й батальоны. Ст. лейтенант Дрознин и уполномоченный особого отдела Ширяев остановили бегущих и привели подразделения в порядок.
25.09.1942 года обращена на формирование 31-й лыжной бригады.

Нарьян-Мар. Памятник подвигу участников оленно-транспортных батальонов в годы Великой Отечественной войны.

## Состав
- Оленье-лыжный батальон № 1.
- Оленье-лыжный батальон № 2.
- Оленье-лыжный батальон № 3.
- Оленье-лыжный батальон № 4.
- Оленье-лыжный батальон № 5.

## Подчинение
| Дата            | Фронт (округ)    | Армия      | Корпус | Примечания |
| --------------- | ---------------- | ---------- | ------ | ---------- |
| 01.04.1942 года | Карельский фронт | 14-я армия | -      | -          |
| 01.05.1942 года | Карельский фронт | 14-я армия | -      | -          |
| 01.06.1942 года | Карельский фронт | 14-я армия | -      | -          |
| 01.07.1942 года | Карельский фронт | 14-я армия | -      | -          |
| 01.08.1942 года | Карельский фронт | 14-я армия | -      | -          |
| 01.09.1942 года | Карельский фронт | 14-я армия | -      | -          |